# Comarca de Baza
Comarca de Baza és una comarca de la província de Granada, a Andalusia. Té 1.715 kilòmetres quadrats i 42.507 habitants. La capital és Baza. Està format pels municipis de:
- Baza
- Benamaurel
- Caniles
- Cortes de Baza
- Cuevas del Campo
- Cúllar
- Freila
- Zújar

Els vuit municipis de la comarca han format la "Mancomunitat de Municipis de la Comarca de Baza" entre els objectius de la qual es pretén el desenvolupament en tots els camps de la Comarca de Baza i els seus municipis. És una de les dues comarques que formen l'Altiplano Granadino al costat de la comarca de Huéscar.